# Översjön (Bjurholms socken, Ångermanland)
Översjön är en sjö i Bjurholms kommun i Ångermanland och ingår i Gideälvens huvudavrinningsområde. Sjön har en area på 0,154 kvadratkilometer och ligger 249,2 meter över havet. Sjön avvattnas av vattendraget Noret.

## Delavrinningsområde
Översjön ingår i det delavrinningsområde (710385-163055) som SMHI kallar för Utloppet av Översjön. Medelhöjden är 333 meter över havet och ytan är 28,2 kvadratkilometer. Räknas de 3 avrinningsområdena uppströms in blir den ackumulerade arean 66,56 kvadratkilometer. Noret som avvattnar avrinningsområdet har biflödesordning 2, vilket innebär att vattnet flödar genom totalt 2 vattendrag innan det når havet efter 110 kilometer. Avrinningsområdet består mestadels av skog (70 procent) och sankmarker (21 procent). Avrinningsområdet har 0,23 kvadratkilometer vattenytor vilket ger det en sjöprocent på 0,8 procent.